# Compansión
En procesamiento de señales, audio analógico, telecomunicaciones y termodinámica, la compansión o companding es un método aplicable a señales para mejorar la transmisión de las mismas en canales limitados. Está formado por dos procesos: compresión y expansión (compressing y expanding en inglés respectivamente).

## Funcionamiento
La compresión es un procedimiento reversible que reduce el rango dinámico de la señal, de forma que diferencias de niveles grandes en la entrada son representadas por diferencias pequeñas en la salida. Un ejemplo sería un amplificador logarítmico que enfatice las señales de baja amplitud más que las señales de alta amplitud. La siguiente gráfica ilustra un compresor logarítmico (rango de señal entre -1 y 1; entrada en el eje de abscisas y salida en el de ordenadas):
Los efectos de aplicar un compresor a una señal de amplitud variable se observan en las siguientes figuras:

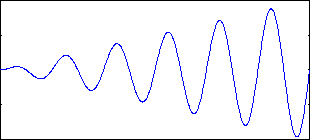
Señal original.

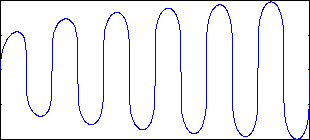
Señal comprimida.

### Expansión
La expansión realiza el proceso inverso de la compresión: restaura el rango dinámico original de la señal a partir de su versión comprimida.
La compresión se aplica antes de transmitir la señal por el canal o medio limitado y la expansión se aplica en la salida una vez recibida la versión comprimida para restaurar la señal original..

### Característica de compansión
La característica de compansión vendrá dada por el tipo de señales a tratar. Por ejemplo, para señales de voz es necesario un rendimiento SQR relativamente constante, lo que significa que la distorsión debe ser proporcional a la amplitud de la señal para cualquier nivel de señal de entrada. Esto requiere una razón de compresión logarítmica. Existen dos métodos de compresión analógicos que se aproximan a una función logarítmica, y son conocidos como Ley Mu y Ley A.

## Aplicaciones

### Reducción de ruidos
El companding se aplica en la reducción de ruidos: al almacenar señales de audio en medios magnéticos se añade un nivel de ruido a la señal que puede resultar molesto al reproducir pasajes de baja intensidad.
Con el objetivo de evitar esto, se comprime la señal de forma que se enfaticen las señales de baja amplitud antes de grabar la señal y después se expande al reproducirla de forma que se reduzca el nivel de las señales enfatizadas restaurándolas a sus valores originales. Al aplicar esta reducción, el ruido que ha añadido la grabación magnética se reducirá también.
Los procesos reales de reducción de ruidos, tales como la reducción de ruidos Dolby o dbx son más complejos e intervienen más factores tales como distinta enfatización en distintos rangos del espectro de frecuencias.

### Cuantificación logarítmica
En audio digital, la cuantificación lineal multiplica los valores reales de las muestras por un factor constante (frecuentemente una potencia de 2) y después trunca los valores, para obtener pasos de cuantificación equidistantes. De esta forma se obtiene mayor precisión en las señales de amplitud elevada que en las de amplitud baja (debido a que sus dígitos significativos se encuentran en menor orden de magnitud). 
Para evitar el error de cuantificación en dichas señales, se puede comprimir la señal amplificando las bajas amplitudes antes de cuantificar y expandirla a la salida del sistema para recuperar la señal original.
- Datos: Q1780765
- Multimedia: Companding / Q1780765